# Essigny-le-Grand
Essigny-le-Grand é uma comuna francesa na região administrativa de Altos da França, no departamento de Aisne. Estende-se por uma área de 13,38 km². Em 2010 a comuna tinha 1 039 habitantes (densidade: 77,7 hab./km²).